# Pulk
En pulk (fra finsk pulkka) er en nordisk kort, lavt slyngende lille slæde, der benyttes til sport eller transport. Den trækkes af en skiløber eller hund, eller i Lapland af rensdyr.
Slæden kan benyttes til at transportere forsyninger såsom telte, mad eller personer. I Norge benyttes pulke ofte af familier med små børn på skiture, hvor de små børn trækkes på pulken af deres forældre. I Finland og Sverige benyttes pulke primært af børn som et vinterlegetøj, hvor de kan køre ned ad bakke. Nutidens pulke er oftest lavet af plastic, hvilket gør dem prisvenlige. Som vinterlegetøj er pulken i Danmark også kendt som en "bobslæde".
En større pulk, der er designet til transport af større mængder gods, kaldes for ahkio på finsk. Dette ord bruges også af United States Army for mennesketrukne sneslæder.